# St. Peter und Paul (Schweinitz)

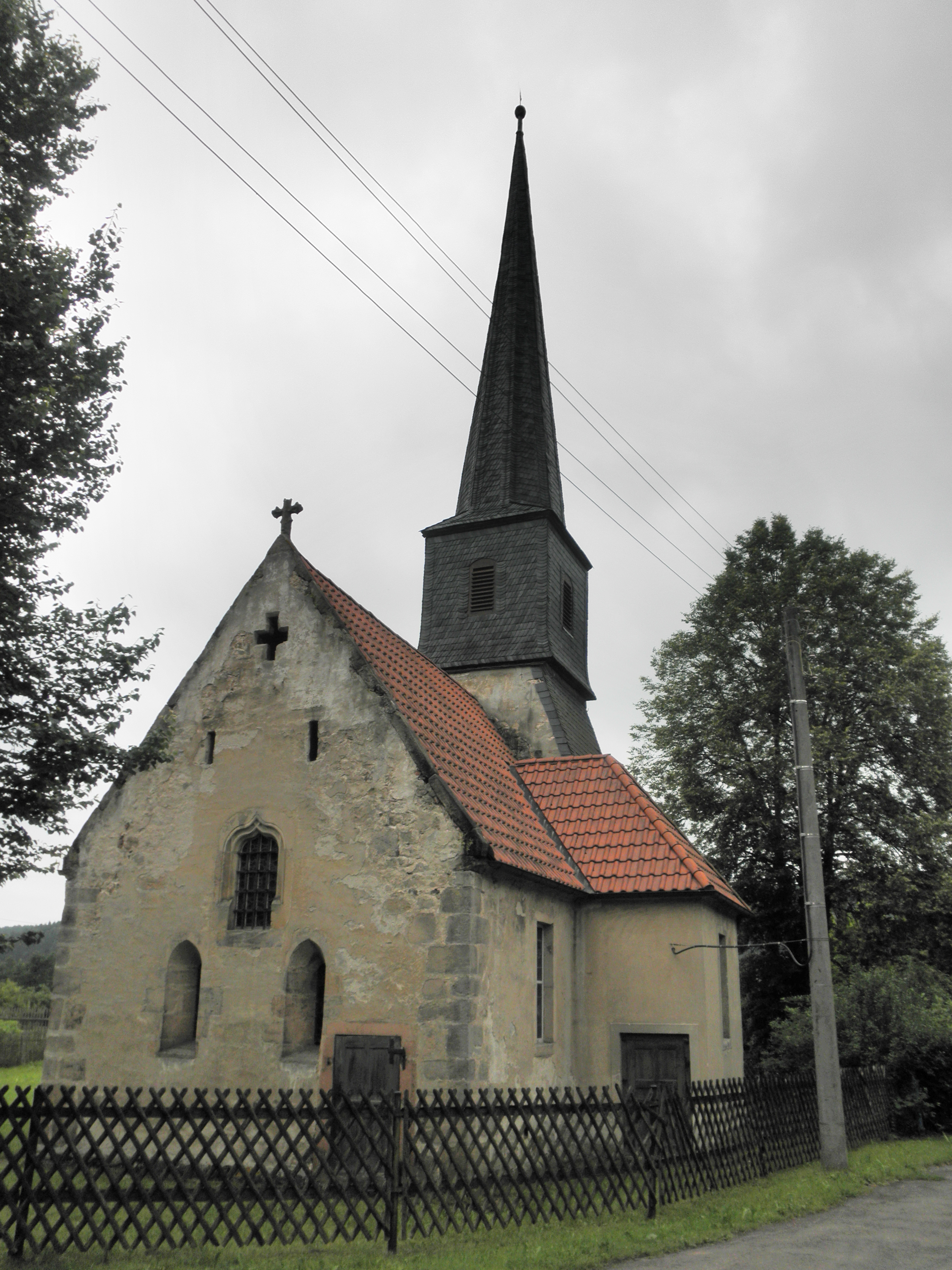
St. Peter und Paul

Die evangelisch-lutherische denkmalgeschützte Kirche St. Peter und Paul steht in Schweinitz, einem Ortsteil der Stadt Pößneck im Saale-Orla-Kreis von Thüringen. Die Kirchengemeinde Schweinitz gehört zum Pfarrbereich Langenorla im Kirchenkreis Schleiz der Evangelischen Kirche in Mitteldeutschland.

## Beschreibung
Es handelte sich ursprünglich um eine spätromanische Kirche mit Chorturm, wie die Ecksteine verraten. Die Kirche wurde im Dreißigjährigen Krieg zerstört. Sie wurde zwar um 1660 wieder aufgebaut, das heutige Kirchenschiff im Westen wurde erst 1719 unter Verwendung älteren Mauerwerks neu errichtet, wie an der Westseite die stark verwitterte Jahreszahl 1719 bezeugt. Der Kirchturm erhielt 1714 einen schiefergedeckten Aufsatz, auf dem ein achtseitiger spitzer Helm sitzt. In ihm hängt eine Bronzeglocke von 1766. Der zweite Platz ist seit dem Ersten Weltkrieg leer. 
Der Chor hat die Konche der Romanik abgelöst. Die zwei Joche des Chors tragen ein Sterngewölbe auf Konsolen und sind mit geschmückten Schlusssteinen versehen. Über dem Altar befindet sich ein Lamm Gottes, umgeben von heraldischen und Steinmetzzeichen. Der Innenraum hat umlaufende dreiseitige Emporen, die Brüstungen sind im Stil des frühen 20. Jahrhunderts bemalt. Die hölzerne Kassettendecke wurde 1719 eingebaut. An der Nordwand ist ein gotisches Sakramentshaus noch erhalten. 
Zur Kirchenausstattung gehört ein spätgotischer Flügelaltar aus der Saalfelder Schule aus der Zeit um 1500. Der geöffnete Altar enthält Skulpturen. Die beherrschende Figur im Mittelschrein ist Maria mit dem Kind, unter ihr die Propheten Jeremia, Jesaja und Daniel. Links stehen Barbara und Margareta (oder Helena), rechts Katharina und Dorothea. Auf den Flügeln sind links Simon Petrus, Nikolaus und Jakobus der Ältere, rechts Andreas, Wolfgang (?) und Bartholomäus dargestellt. In den beiden Tafeln über ihnen sind Abraham und Isaak abgebildet. Im geschlossenen Zustand sind auf den Außenseiten der Flügel Tafelbilder zu sehen: links die Verkündigung an Maria durch den Erzengel Gabriel und rechts die Geburt Christi mit der Verkündigung an die Hirten im Hintergrund auf einem Berg. In der Predella sind Reliefs mit Mariä Verkündigung, Christi Geburt und der Anbetung der Könige. Die drei Fenster hinter dem Altar sind mit den Evangelistensymbolen verziert. Die kleinen runden Scheiben in den übrigen Fenstern, datiert mit 1664, zeigen Christus als Salvator mundi, Justitia (Gerechtigkeit), Misericordia (Barmherzigkeit), Pelikan (Symbol der Opferbereitschaft), den Auferstandenen und schließlich das Lamm Gottes. Die Scheiben mit Martin Luther und Philipp Melanchthon stammen von 1914. Die Orgel mit neun Registern, verteilt auf ein Manual und Pedal, wurde 1857 von Johann Friedrich Schulze gebaut. Wegen Sanierungsbedarfs war sie seit 2012 eingelagert. 2021 bis 2024 erfolgte eine Restaurierung in mehreren Bauabschnitten durch Frank Peiter; die Wiedereinweihung fand im Oktober 2024 statt.